# C86
C86 es el nombre de una recopilación en casete publicada por la revista musical británica NME en 1986.

## El casete C86
La cinta fue una tardía continuación a C81, una diversa colección de nuevas bandas, publicada por New Musical Express (NME) en 1981 junto con el sello Rough Trade. C86 fue diseñada de manera similar para reflejar la nueva escena musical del momento y recopilada por los editores de NME; Roy Carr, Neil Jones y Adrian Thrills quienes tomaron las canciones de sellos como Creation, Pink o Ron Johnson. Los lectores debían pagar por la cinta via correo postal aunque se publicó posteriormente un LP por Rough Trade en 1987. Esta fue la cinta 23 de NME aunque su número de catálogo fuese NME022, C81 había sido doblada a COPY001. El resto de cintas fueron recopilatorios promocionando los almacenes de los sellos y dedicados a géneros como el R&B, Northern Soul, Jazz o Reggae. 
La cinta C86, a pesar de su posterior asociación con un género del mismo nombre, tenía un sonido mucho más duro y punk por parte de las primeras canciones de hasta 5 bandas del sello Ron Johnson; The Shrubs, A Witness, Stump, bIG fLAME y The Mackenzies. Su elevada excentricidad fue completamente diferente a las guitarras a lo The Byrds y misteriosas melodías que fueron las llamadas bandas 'C86'. NME promovió junto con el Instituto de Londres de Arte Contemporáneo, que hicieron una semana de conciertos en julio de 1986 con la mayoría de grupos que aparecen en el casete.

### Recopilaciones posteriores
En 1996 NME siguió la tradición de recopilar un álbum de nuevas bandas (esta vez en formato CD) con la publicación de C96. Pero esta vez tuvo poco impacto y ha sido prácticamente olvidado.
Para remarcar el 20 aniversario de la cinta, un recopilación disponible sólo para descarga, C06, de bandas contemporáneas inspiradas en aquellas que aparecían en el casete original, esta fue dispuesta por un sitio indie en julio de 2006. Además una retrospectiva inspirada en C86 (aunque más unida a los elementos indiepop), llamada CD86, se va a publicar en octubre de 2006 por Sanctuary Records. El Instituto de Londres de Arte Contemporáneo rememorará el aniversario albergando 
"C86 - Still Doing It For Fun, una exhibición y dos noches de conciertos celebrando el ascenso de la música independiente británica.
Una película documental recuerda el período, "Hungry Beat", dirigida por Bob Stanley y Paul Kelly (A octubre de 2006 todavía en producción).

### Legado
El exempleado de NME Andrew Collins se refirió a C86 como "the most indie thing to have ever existed" (Traducción: La cosa más indie que jamás haya existido). Bob Stanley, un periodista del Melody Maker a finales de los años 1980 y miembro de la banda Saint Etienne, hizo una declaración similar en una entrevista en 2006, asegurando que C86 representaba el "beginning of indie music...It's hard to remember how underground guitar music and fanzines were in the mid 80s; DIY ethics and any residual punk attitudes were in isolated pockets around the country and the C86 comp and gigs brought them together in an explosion of new groups" (Traducción: «el comienzo de la música independiente... Es difícil recordar lo underground que eran la música de guitarras y los fanzines a mediados de los años 1980; la actitud házlo tú mismo y las actitudes punk residuales se daban en pequeños grupos a lo largo del país y la recopilación C86 y los conciertos los unieron en una explosión de nuevas bandas»). Martin Whitehead, que llevaba el sello Subway en los últimos 1980 (cuya primera distribución fue de The Shop Assistants,) confirma esta visión, afirmando además que había tenido una influencia política. "Before C86, women could only be eye-candy in a band, I think C86 changed that - there were women promoting gigs, writing fanzines and running labels" (Traducción: «Antes de C86, las mujeres sólo podían ser un gancho visual en una banda, creo que C86 cambió eso - había mujeres promocionando conciertos, escribiendo en fanzines y llevando sellos discográficos»).
En cambio, algunos escritores lamentan la influencia que la cinta tuvo en la escena musical de ese tiempo y posteriormente. Everett True, un escritor de NME, en 1986 la consideró como "unrepresentative of its times (as opposed to the brilliant C81 comp) and even unrepresentative of the small narrow strata of music it thought it was representing" (Traducción: «no representativa de su tiempo (al contrario de la brillante recopilación C81) y ni siquiera representativa del pequeño y estrecho estrato de música que creía representar»). Alastair Fitchett, editor de un sitio Web/blog durante mucho tiempo, fue más allá. A pesar de ser fan de muchas de las bandas de la cinta, afirmó "(The NME) laid the foundations for the desolate wastelands of what we came to know by that vile term 'Indie'. What more reason do you need to hate it?" (Traducción: «La NME puso los cimientos para los vertederos de lo que hemos acabado llamando con el vil término de 'Indie'. ¿Qué más razón necesitas para odiarla?»).

### Listado de canciones
El listado original y completo de canciones de la recopilación C86 fue:

#### Lado A
| Lado A |                                      |                        |          |  |
| N.º    | Título                               | Artista                | Duración |  |
| 1.     | «Velocity Girl»                      | Primal Scream          | 1:21     |  |
| 2.     | «Happy Head»                         | The Mighty Lemon Drops | 2:43     |  |
| 3.     | «Pleasantly Surprised»               | The Soup Dragons       | 2:05     |  |
| 4.     | «Feeling So Strange Again»           | The Wolfhounds         | 1:42     |  |
| 5.     | «Therese»                            | The Bodines            | 3:03     |  |
| 6.     | «Law»                                | Mighty Mighty          | 3:39     |  |
| 7.     | «Buffalo»                            | Stump                  | 4:27     |  |
| 8.     | «Run to the Temple»                  | Bogshed                | 3:30     |  |
| 9.     | «Sharpened Sticks»                   | A Witness              | 2:30     |  |
| 10.    | «Breaking Lines»                     | The Pastels            | 2:58     |  |
| 11.    | «From Now On, This Will Be Your God» | Age of Chance          | 3:17     |  |

#### Lado B
| Lado B |                                                              |                                            |          |  |
| N.º    | Título                                                       | Artista                                    | Duración |  |
| 12.    | «It's Up to You»                                             | The Shop Assistants                        | 2:36     |  |
| 13.    | «Firestation Towers»                                         | Close Lobsters                             | 1:46     |  |
| 14.    | «Sport Most Royal»                                           | Miaow                                      | 2:55     |  |
| 15.    | «I Hate Nerys Hughes (From the Heart)»                       | Half Man Half Biscuit                      | 3:43     |  |
| 16.    | «Transparent»                                                | The Servants                               | 2:33     |  |
| 17.    | «Big Jim (There's No Pubs in Heaven)»                        | The Mackenzies                             | 2:36     |  |
| 18.    | «New Way (Quick Wash and Brush Up with Liberation Theology)» | Big Flame                                  | 1:38     |  |
| 19.    | «Console Me»                                                 | We've Got A Fuzzbox and We're Gonna Use It | 1:25     |  |
| 20.    | «Celestial City»                                             | McCarthy                                   | 3:00     |  |
| 21.    | «Bullfighter's Bones»                                        | The Shrubs                                 | 3:45     |  |
| 22.    | «This Boy Can Wait (A Bit Longer!)»                          | The Wedding Present                        | 3:59     |  |

### Edición Deluxe 2014
El 9 de junio de 2014, fue relanzado este mismo recopilatorio en su remasterización y en una edición Deluxe de 3 discos, por la discográfica Cherry Red Records, el primer disco contiene las 22 canciones originales de la recopilación original de 1986. Asimismo a continuación se muestra el listado restante de los 2 discos en su edición especial:

#### Disco 2
| Disco 2 |                              |                                        |          |  |
| N.º     | Título                       | Artista                                | Duración |  |
| 1.      | «Just the Same»              | The June Brides                        | 4:08     |  |
| 2.      | «Another Side to Mrs Quill»  | Yeah Yeah Noh                          | 3:55     |  |
| 3.      | «Lazy»                       | The Primitives                         | 2:56     |  |
| 4.      | «Splashing Alone»            | Jesse Garon and the Desperadoes        | 3:50     |  |
| 5.      | «Rosemary Smith»             | The Band of Holy Joy                   | 2:28     |  |
| 6.      | «Virginia M.C.»              | The Mctells                            | 1:51     |  |
| 7.      | «E102»                       | BMX Bandits                            | 3:39     |  |
| 8.      | «Like One Thousand Violins»  | One Thousand Violins                   | 4:37     |  |
| 9.      | «Peppermint Dreams»          | The Dentists                           | 2:17     |  |
| 10.     | «Everything’s Brilliant»     | The Membranes                          | 4:03     |  |
| 11.     | «Worm In My Brain»           | The Weather Prophets                   | 3:43     |  |
| 12.     | «Meet Me On Tuesdays»        | The Brilliant Corners                  | 2:30     |  |
| 13.     | «I Told You So»              | Talulah Gosh                           | 1:39     |  |
| 14.     | «Hedonist Hat»               | Pigbros                                | 4:37     |  |
| 15.     | «Inside»                     | 14 Iced Bears                          | 1:49     |  |
| 16.     | «Go Ahead, Cry»              | St. Christopher                        | 3:03     |  |
| 17.     | «Captain Fantastic (Demo)»   | The Groove Farm                        | 2:12     |  |
| 18.     | «The Peacock Nose»           | Kilgore Trout                          | 2:12     |  |
| 19.     | «Inside Me»                  | The Jesus and Mary Chain               | 3:10     |  |
| 20.     | «You Didn't Love Me Then»    | The Hit Parade                         | 3:30     |  |
| 21.     | «Mine»                       | That Petrol Emotion                    | 3:38     |  |
| 22.     | «One Breath»                 | The Turncoats                          | 3:06     |  |
| 23.     | «Skink (Flexi Version)»      | A Riot of Colour                       | 3:19     |  |
| 24.     | «Tune In, Turn On, Trip Out» | Paul Groovy and the Pop Art Experience | 2:50     |  |
| 25.     | «Darkness and Colour»        | The Railway Children                   | 2:44     |  |

#### Disco 3
| Disco 3 |                                        |                                      |          |  |
| N.º     | Título                                 | Artista                              | Duración |  |
| 1.      | «Sweet Revenge»                        | The Chesterfields                    | 3:12     |  |
| 2.      | «World’s No Place»                     | The Jasmine Minks                    | 2:42     |  |
| 3.      | «Why»                                  | Stitched-Back Foot Airman            | 2:08     |  |
| 4.      | «Sad Kaleidoscope»                     | Razorcuts                            | 2:48     |  |
| 5.      | «I Remember»                           | Treebound Story                      | 3:06     |  |
| 6.      | «Part Time Moral England»              | The Nightingales                     | 3:49     |  |
| 7.      | «Strike Up Matches»                    | Episode Four                         | 3:19     |  |
| 8.      | «Everything’s Going Right»             | The Avons                            | 3:55     |  |
| 9.      | «Here It Comes»                        | Meat Whiplash                        | 3:13     |  |
| 10.     | «Spider Psychiatry»                    | King of the Slums                    | 4:23     |  |
| 11.     | «Freaky Dancin'»                       | Happy Mondays                        | 3:43     |  |
| 12.     | «Love’s Going Out of Fashion»          | Biff Bang Pow!                       | 3:11     |  |
| 13.     | «Outback Jazz»                         | The Blue Aeroplanes                  | 5:13     |  |
| 14.     | «Heartache»                            | Lawrence and the Comfortable Society | 4:30     |  |
| 15.     | «Take Your Time, Yeah (Flexi Version)» | Laugh                                | 2:50     |  |
| 16.     | «Billy Liar»                           | North of Cornwallis                  | 4:05     |  |
| 17.     | «Mesmerized»                           | Pop Will Eat Itself                  | 1:27     |  |
| 18.     | «Hang Fire»                            | Benny Profane                        | 3:17     |  |
| 19.     | «Real Life»                            | Go! Service                          | 2:49     |  |
| 20.     | «Good to Be King»                      | Janitors                             | 3:30     |  |
| 21.     | «Gullible’s Travels»                   | The Claim                            | 2:27     |  |
| 22.     | «Scoop»                                | The Auctioneers                      | 2:52     |  |
| 23.     | «Perfect Cockney Hard-On»              | Noseflutes                           | 2:16     |  |
| 24.     | «Hep Clothes»                          | The Love Act                         | 1:37     |  |
| 25.     | «I Don’t Need You»                     | The Enormous Room                    | 3:22     |  |